# Самора (річка, Еквадор)
Самора (ісп. Río Zamora) — річка, яка тече на південному сході Еквадору, ліва притока річки Сантьяго, що є лівою притокою річки Мараньйон. Басейн Самори належить до частини верхнього басейну річки Амазонка. Протікає по гористій території Анд між хребтами Кордильєра-Орієнталь та Кордильєра-дель-Кондор.  Доліна річки має унікальне біорізноманіття флори та фауни. 

## Географія

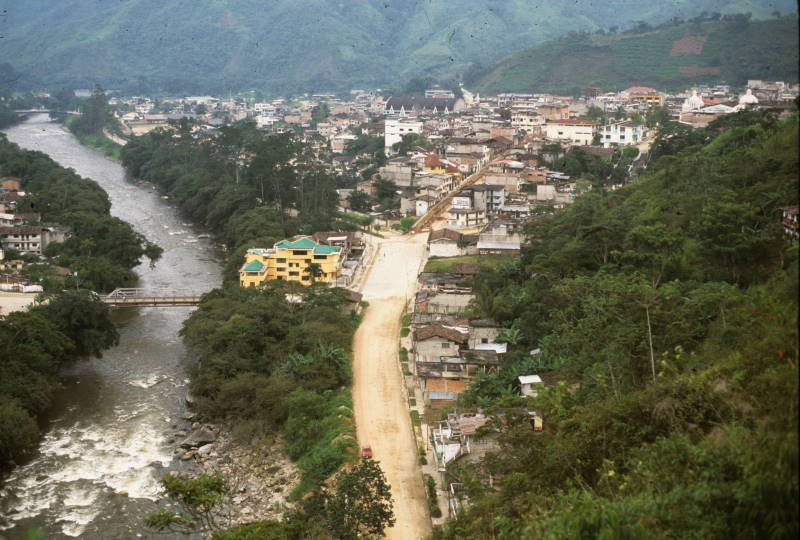
Річка Самора, що тече через місто Самора

До приходу іспанців інки називали річку Гуакамана. Іспанцям вона була відома як річка Яя Маю, на честь народу шуари, що мешкали поблизу річки.
Басейн річки Самора розташовано у Орієнте — природному регіоні Еквадору, площа якого займає 432 703 га, він охоплює діапазон висот від 1000 до 3760 м над рівнем моря. Її протяжність близько 183 км. Витік річки Самора розташовано на висоті понад 3200 м на західному схилі Кордильєра-Орієнталь, на південний схід від міста Лоха та на захід від національного парку Подокарпус. Гирло розташовано на висоті приблизно 320 м у місці впадіння до річки Сантьяго.
Річка протікає по двох провінціях Еквадору Лоха та Самора-Чінчіпе, а також її басейн розташовано в провінції Морона-Сантьяго. По річці проходять кордони між цими провінціями.   

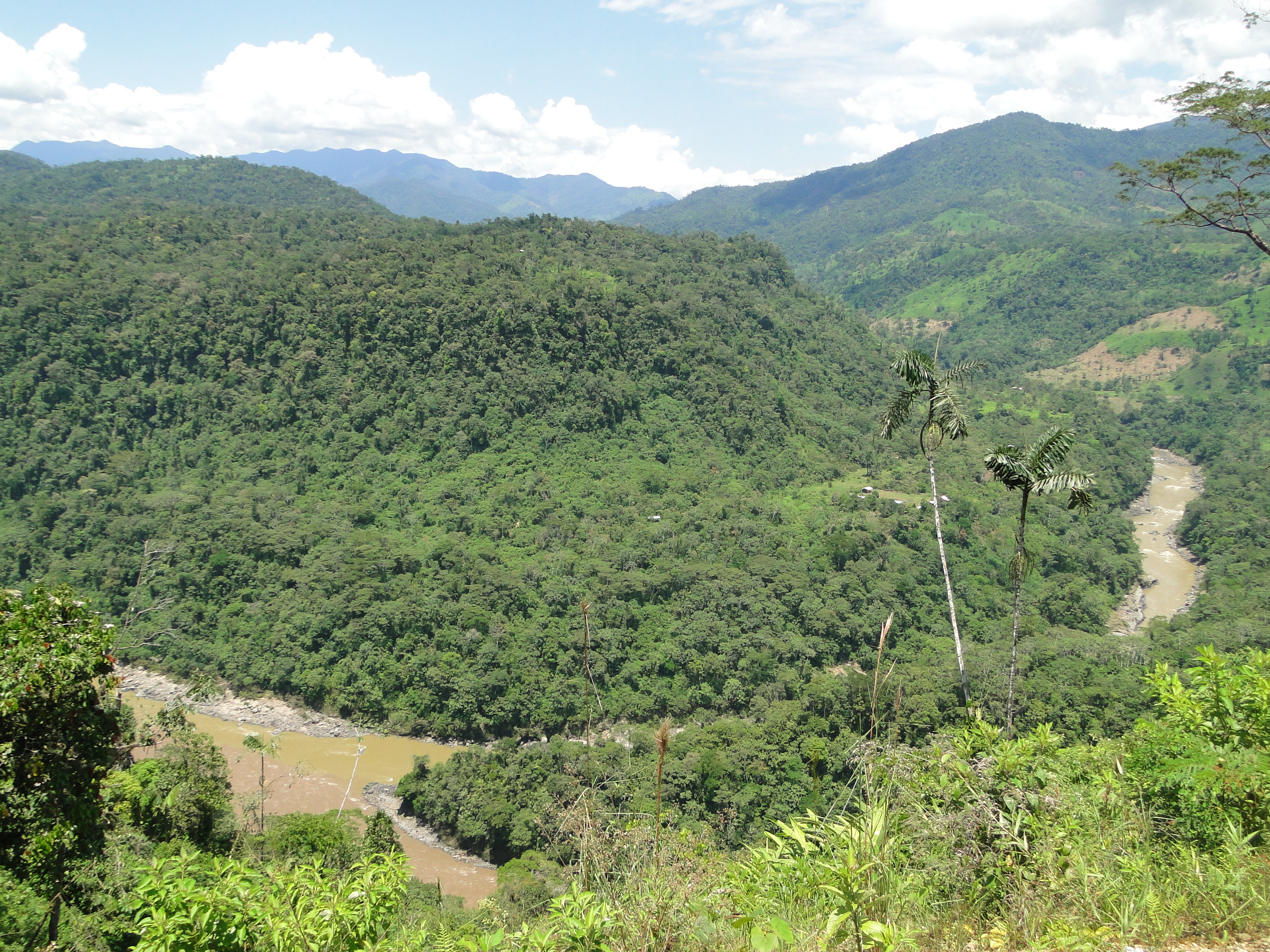
Злиття річки Намангоза (ліворуч) з річкою Самора — початок річки Сантьяго

Самора сформувала долини у низов'ї хребтів Кордильєра-Орієнталь та Кордильєра-дель-Кондор. Самора у верхній течії має напрямок на північ від столиці провінції міста Лоха до кордону з Морона-Сантьяго, де приймає річку Вінояку, свою ліву притоку, а потім прорізає гірський хребет з півночі на південь у східному напрямку через заповідний ліс Corazón de Oro, до столиці провінції міста Самора .  Середня та нижня течія річки постійно має загальний північно-східний напрямок. Поруч зі містом Самора (10 355 жителів), приблизно на висоті 970 м, до річки вливаються притоки Бомбускаро та  Джамбое.  
В провінції Морона-Сантьяго Самора з'єднується з річкою Намангоса, таким чином даючи початок річці Сантьяго, яка протікає через територію Перу та впадає в притоку Амазонки Мараньйон.

### Флора та фауна
Долина Самора має багату флору та фауну з великим біорізноманіттям та високим ступенем ендемізму. Висотна поясність долини річки має низькогірські вологі ліси та чагарники, високогірні вічнозелені ліси, гірські хмарні ліси, чагарникові і трав’янисті парамо. Більша частина долини вкрита первинними лісами. У нижніх частинах басейнів річок Самора, Нангаріца та Якуамбі ростуть вологі тропічні ліси.
На річці Самора побудовані та плануються будувати електростанції

## Демографія
У провінції Самора Чінчіпе річка утворює головний гідрографічний басейн, найдовший і найпротяжніший, уздовж якого розташовані основні міста, які скидають туди свої стічні води.
На річці розташовані міста Еквадора Лоха (столиця провінції Лоха), Самора (столиця провінції Самора-Чинчипе), Янцаза, Тімбара, Кумбараца, Суапака, Нангуіпа і Мучіме.
В долині річки Самора живуть корінні народи шуари, сарагуро.

## Притоки

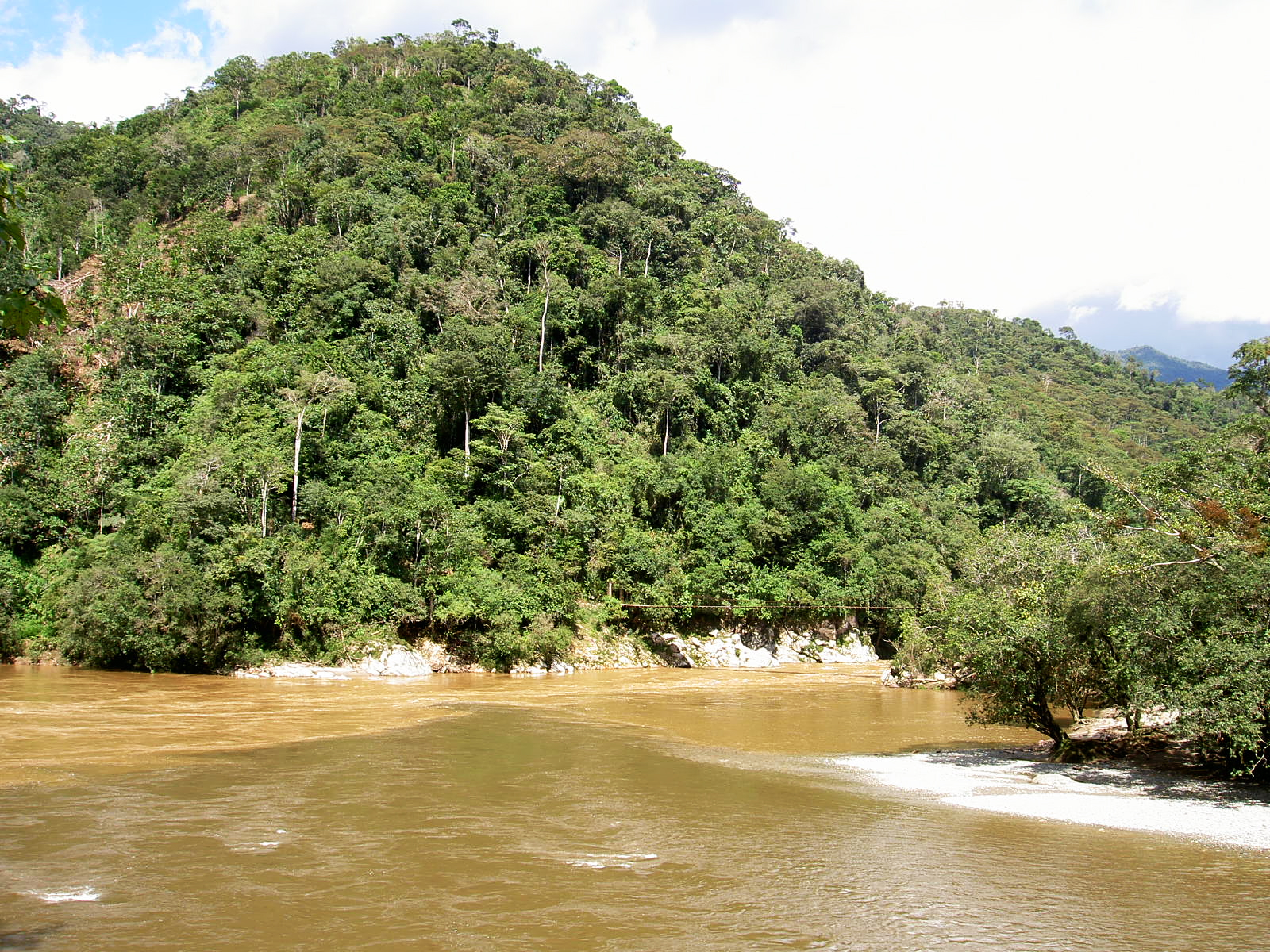
Гирло річки Бомбоіза

Основними притоками, які належать до басейну річки Замора, є:  
- У провінції Лоха: Малакатос[es], річка Джіпіро та річка Самора Уайко .
- У провінції Самора-Чинчипе: річка Тамбо Бланко, річка Сан-Франциско, річка Сабанілья, Бомбускаро[es], Джамбое[es], річка Намбіджа, річка Якуамбі, річка Чиканья, Нангаріца[es], річка Пачікуца та річка Чучумблеца .
- У провінції Морона-Сантьяго: річка Вінояка,  річка Бомбоіза і  Бобоназа[es] .

## В культурі
Річка Самора є символом міста Лоха, саме вона надала назву місту.  Про неї була написана пісня на слова маестро Еміліано Ортеги та музику Крістобаля Охеди Давіли «Alma Lojana», що була є однією з найпопулярніших серед мешканців цього міста на початку минулого століття.